# Governador

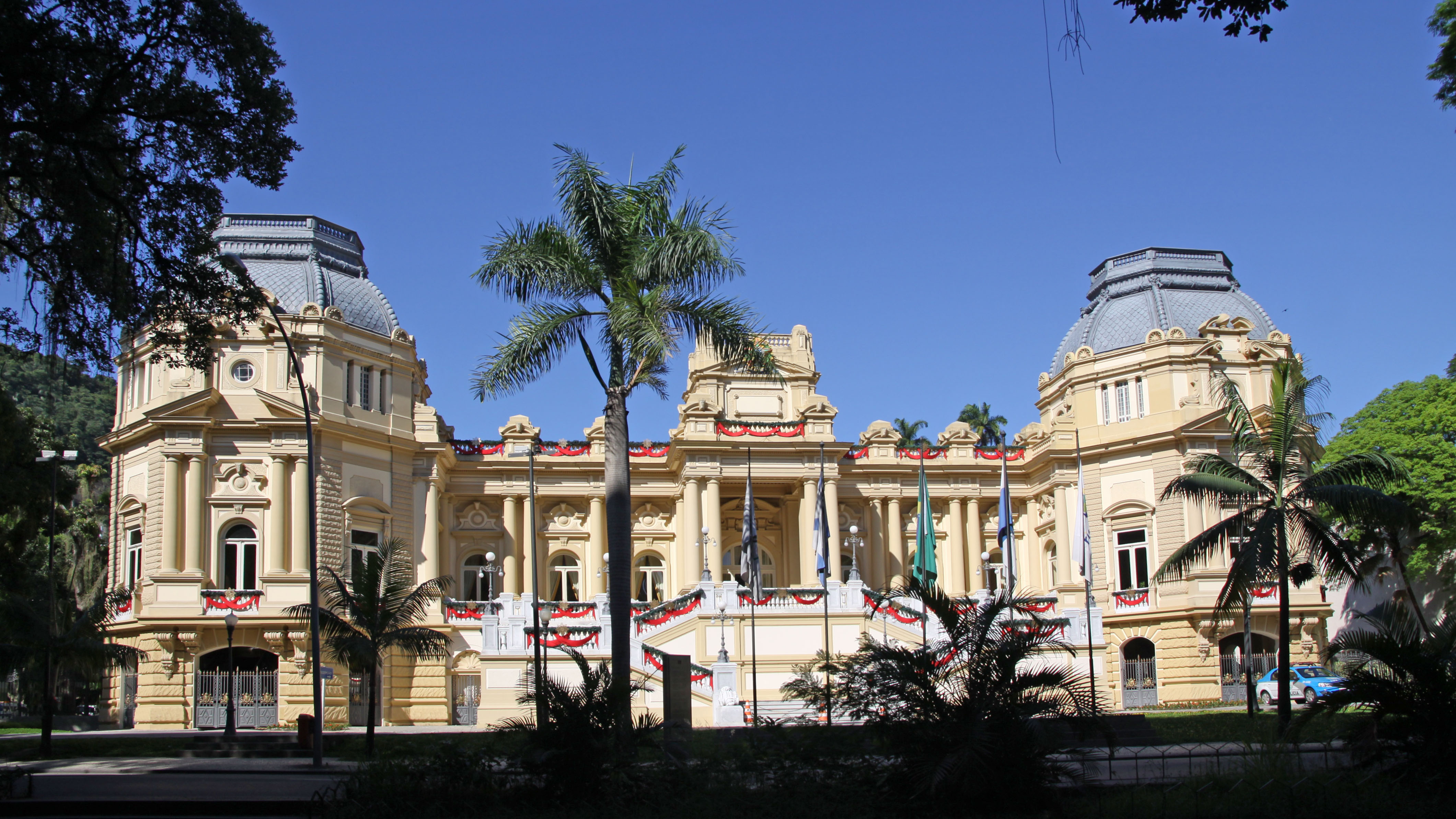
Palácio Guanabara (Antigo Paço-Isabel), no Rio de Janeiro: o local de trabalho do governador do Rio de Janeiro

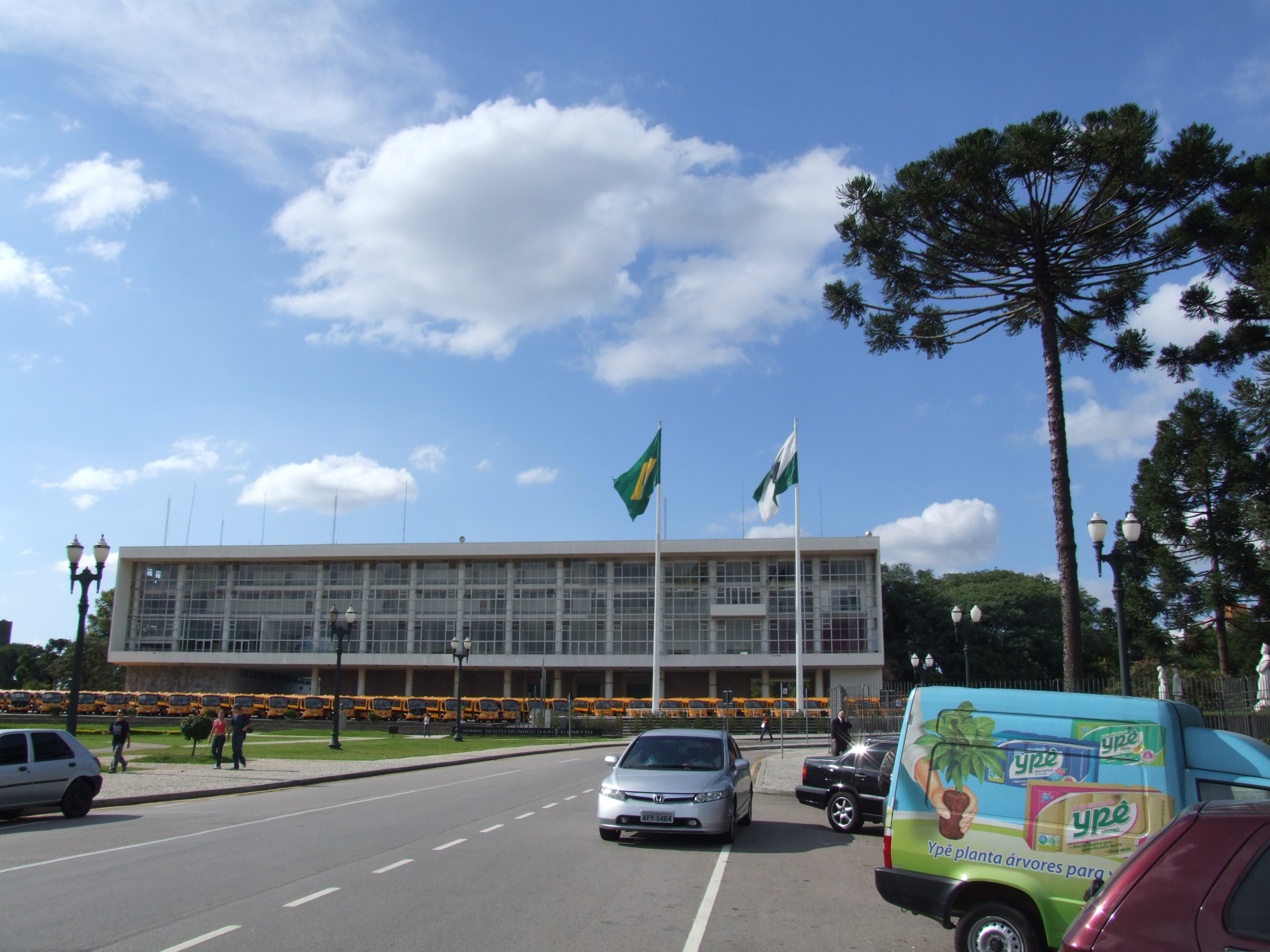
Palácio Iguaçu, em Curitiba: o local de trabalho do governador do Paraná

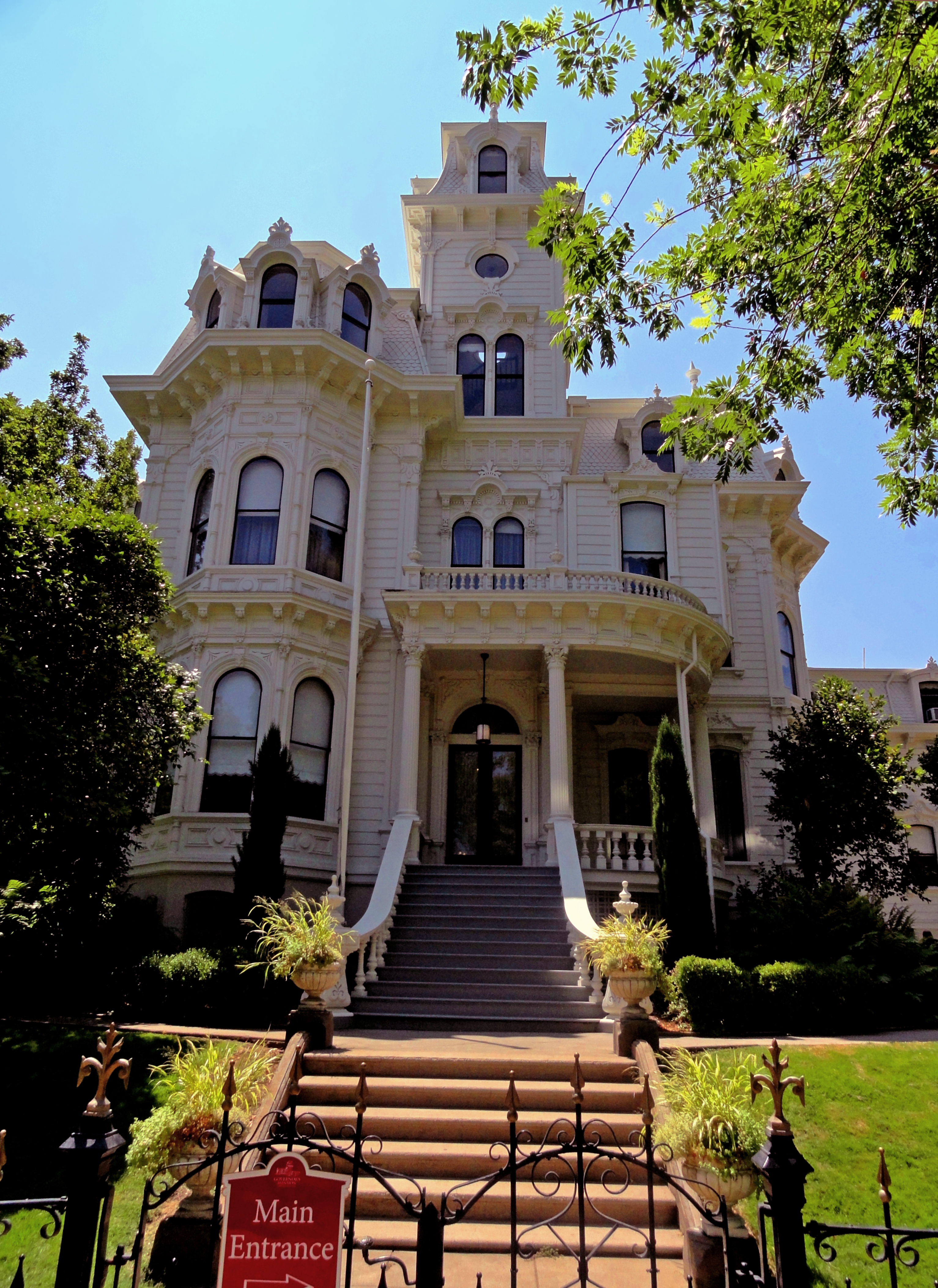
Residência Oficial do Governador da Califórnia: onde mora o governador do estado da Califórnia em Sacramento

Governador (do termo latino gubernatore) é líder administrativo geralmente eleito, que detém a autoridade máxima do poder executivo dentro do território de uma província, distrito ou estado de uma Federação.

## No Brasil
O Brasil, cujo sistema administrativo é federativo, o governador é eleito através do voto popular a cada quatro anos, através do sufrágio universal ou votação em dois turnos, permitida a reeleição pelo mesmo período. É eleito o candidato que obtiver em primeiro turno 50% mais um dos votos. Sendo esta condição não satisfeita, os dois candidatos mais votados no primeiro turno concorrem no segundo turno, sendo eleito o candidato que obtiver maioria simples, ou seja, maior votação entre os dois concorrentes.
Até 2022, os Governadores e Vice-Governadores de Estado e do Distrito Federal tomavam posse de seu cargo no 1º de janeiro subsequente à sua eleição. Porém, com a nova redação dada pela Emenda Constitucional Nº 111/21, a posse dos Governadores e de seus vices a partir de 2027 será no dia 06 de janeiro do ano subsequente à sua eleição.

### Denominações
No transcorrer do tempo, o cargo correspondente ao do atual "governador" teve distintas denominações oficiais:
- Dos primórdios da colonização portuguesa até 1821: donatário e capitão-mor.
  - O sistema de sucessão era hereditário, passando automaticamente de pai para filho, constituindo oligarquias locais, cujos chefes eram conhecidos como senhor de engenho.

- Período transitório entre colônia e império, de 1821 a 1824: "governador".
- Período imperial, de 1824 a 1889: presidente de província.
  - Em 28 de fevereiro de 1821, as capitanias tornaram-se províncias, e assim permaneceram durante todo o período imperial brasileiro. Seus governantes - denominados "presidentes de província" - eram nomeados diretamente pelo Imperador do Brasil (de acordo com a constituição brasileira de 1824 no seu artigo 165), aconselhado pelo partido que estivesse no poder (o Partido Conservador ou o Partido Liberal). O presidente da província não tinha um mandato, podendo ser exonerado ou pedir afastamento à revelia. Principalmente devido a esta possibilidade concreta de falta do dirigente diretamente subordinado ao imperador e seu ministério, eram escolhidos, pela Assembleia Local, vice-presidentes de província, teoricamente aptos a exercer interinamente o cargo vago até que novo presidente fosse nomeado por Carta Imperial e assumisse o cargo.

- República Velha, de 1889 a 1930: "presidente de estado".[2]
- Era Vargas, de 1930 a 1947: interventor federal.
- Desde a República Nova, de 1947 até a atualidade: governador de estado.

### Funções
Governador é o cargo político que representa o poder da administração estadual e a representação do Estado em suas relações jurídicas, políticas e administrativas, defendendo seus interesses junto à Presidência e buscando investimentos e obras federais. O governador do Distrito Federal, por ser um caso singular (município neutro), exerce certas funções que são cabíveis ao prefeito.
O termo foi estabelecido a partir de 1947. No entanto, ao longo da história do Brasil, o cargo correspondente ao de governador já existia muito antes, só que com terminologias diferentes. Com funções semelhantes, podemos citar o cargo de donatário e capitão-mor, no Período Colonial; o cargo de presidente de província, no Período Imperial; e o de presidente de estado, na República Velha.
No Brasil, tem um mandato de quatro anos, sendo eleito através do sistema de sufrágio universal. É eleito o candidato que tiver 50 por cento dos votos mais um; caso contrário, os dois candidatos mais votados disputam o segundo turno. Na República Popular da China, o governador é eleito pelo sistema central: é o presidente que escolhe os governadores.

## Em Portugal

Bandeira do Governador Civil

Em Portugal, um governador civil é quem representa o Governo da República Portuguesa em cada distrito. Os governadores civis são nomeados pelo Conselho de Ministros.